# Королевские регалии Уэльса
Королевские регалии Уэльса (англ. Honours of the Principality of Wales) — драгоценности Короны, используемые при инвеституре принца Уэльского. Включают в себя геральдическую корону, кольцо, скипетр, меч, пояс и мантию.
Геральдическая корона принца Уэльского имеет тот же дизайн, что и короны британских монархов — короны Британской империи и Святого Эдуарда. Она состоит из четырёх крестов, чередующихся с четырьмя геральдическими лилиями. В отличие от короны британского суверена, имеющей четыре полуарки, геральдическая корона имеет только две полуарки. Свод геральдической короны увенчан шаром с крестом наверху. Внутри рамки короны, изготовленной из золота, находится бархатная шапочка, отороченная мехом горностая. Последний раз геральдическая корона принца Уэльского была изготовлена для проведения инвеституры Чарльза в 1969 году, для предыдущих инвеститур принцев Уэльских изготавливались другие короны, которые в настоящее время сохраняются в коллекции королевской семьи.
После инвеституры принца Эдуарда, (впоследствии — Эдуарда VIII) в 1911 году, дизайн большинства элементов регалий был переработан.
Традиции королевских регалий Уэльса восходят ко временам королевства Гвинед, правители которого носили геральдические короны, но эти традиции впоследствии были утрачены. Известно, что корона последнего независимого правителя Уэльса Лливелина III была захвачена англичанами в 1284 году и дальнейшая её участь неизвестна.